# 植松資久
植松 資久（うえまつ すけひさ）は、戦国時代から安土桃山時代にかけての武将。

## 略歴
植松氏は讃岐国東部（東讃）の有力国人･香西氏の庶流である。父･植松備後守資正や兄･往正と同様に香西佳清に仕えた。
元亀4年（1573年）、三好長治と十河存保がその重臣･篠原長房を攻めた上桜城の戦いにおいて讃岐勢として参戦、長房の夜襲を受け存保を守り、長房の嗣子長重を討ち取った。
天正6年（1578年）、十河存保が織田信長と結び三好家を継ぐと、資久はこれを祝うため阿波に赴いた。しかし讃岐において香西清長が、香西千虎丸の香西氏相続を支持し、佳清の家老･新居資教と父・資正を成就院にて殺害した（成就院事件）。父を殺された資久は讃岐に取って返した。そして植松兄弟は香西城を押さえ、母方の宮脇氏と共に清長の籠もる作山城を囲んだ。この時、資久の師である地蔵院香西寺の和尚良運法師が仲裁し、清長は備前中島に流された。
天正10年（1582年）7月、長宗我部元親の子･香川親和が、羽床資載と土佐国・伊予国・阿波国の兵を加えて香西佳清の領内に侵攻すると、資久は新居資淳と共に鉄砲隊で奇襲をかけ撃退した。翌8月にも佳清の陣代･滝宮安資に従い奮戦したが、滝宮は討死し、佳清は長宗我部氏に降った（伊勢馬場・西光寺表の戦い）。同月、長宗我部氏は十河存之が守る十河城を攻めたが、資久はここでも戦功を挙げた。
才気がありかつ豪勇の士であったため、氏族内の有力な頭領として信頼されていたが、天正12年（1584年）、30歳に達せず病死した。